# 福永祐友
福永 祐友（ふくなが すけとも）は、戦国時代から安土桃山時代にかけての武将。日向伊東氏、島津氏の家臣。日向国諸県郡野尻城主。
元亀3年（1572年）、祐友の仕える日向伊東氏は木崎原の戦いで島津氏に敗北を喫して以降、次第にその勢力を衰退していくことになる。天正4年（1576年）、島津義久率いる3万の兵に長倉祐政の守る高原城が落とされると、小林城・須木城主である米良矩重が島津方に寝返り、三ツ山城・野首城・岩牟礼城も島津氏の支配下に入る。これにより祐友の野尻城は島津氏領の境界及び伊東氏にとっての最前線の城となり、祐友は義祐に幾度も事態の打開を訴え出たが、義祐側近の佞臣に訴えを握り潰されてしまった。
また、高原城主となった島津氏家臣の上原尚近が、祐友が島津方に内通しているとの偽の書状を佐土原城下に流したことで、義祐は祐友を疎み始める。天正5年（1577年）12月7日、祐友はやむなく島津方の兵を城内に引き入れ、島津氏に与する。以後は島津氏家臣となり、後に加治木に住する。
子・宮内少輔は岩屋城攻めに参加し負傷。娘は旧島津氏当主島津勝久の長男・島津忠良入道休庵（島津忠康、島津貴久の父・島津忠良とは別人）の室となる。宮内少輔の子で祐友の孫・筑後守は加治木島津家開祖の島津忠朗の家臣となり、47石知行する。
子孫は加治木郷士となり、『本藩人物誌』作成当時も加治木に存続していた。